# Ранник донецький
Ра́нник доне́цький (Scrophularia donetzica) — рідкісна багаторічна рослина родини ранникових. Як окремий вид розглядається переважно українськими ботаніками, світовою науковою спільнотою вважається підвидом Scrophularia rupestris M.Bieb. ex Willd. Вузький ендемік Приазов'я, занесений до Червоної книги України у статусі «Неоцінений», а також до Європейського Червоного списку та Червоної книги Ростовської області Росії. Перспективна декоративна, ґрунтотворна та протиерозійна культура.

## Опис
Напівчагарничок заввишки 20-50 см, хамефіт. Коренева система стрижнева, рослині притаманний потужний каудекс. Стебла численні (до 25 штук), висхідні, прості або слабко розгалужені, дрібно-залозистопухнасті, біля основи здерев'янілі. Черешки завдовжки 0,5-1,8 см. Листки чергові, з нижнього боку запушені, видовжені або яйцеподібно-ланцетні, в основі клиноподіні, пірчасторозсічені або пірчастолопатеві з виїмчасто-зубчастими частками 2,5-4 см завдовжки та до 1 см завширшки.
Суцвіття — вузька волоть 10-25 см завдовжки, що складається з 1-5-квіткових півзонтиків, розташованих в пазухах зелених приквітків. Квітки зигоморфні, п'ятичленні, зрослопелюсткові. Чашечка коротко-залозисто-запушена, із заокругленими по краю розірвано-білоплівчастими частками. Віночок двогубий, голий, кулясто-глекоподібний, жовтуватий з темно-червоними лопатями короткого відгину, завдовжки 3-4 мм. Тичинок 4, вони виходять за межі віночка; стамінодій трикутнолопатевий, тупий, темно-червоний. Пилкові зерна еліптичні, рідше — кулясті, триборозно-орові, з полюса трилопатеві, з екватора — округлі або широкоеліптичні. Їх поверхня має чітку, дрібносітчасту скульптуру, стінки комірок зрідка можуть бути звивистими.
Плід — приплюснуто-куляста, гола, жовтувато-бура коробочка завдовжки 3 мм з міліметровим носиком.

## Екологія
Рослина помірно морозостійка, посухостійка, світлолюбна, віддає перевагу кам'янистим ґрунтам з високим вмістом силікатів. Зростає на щебенистих схилах балок, осипищах та відслоненнях гранітів, пісковиків, сланців, особливо піщаних та глинисто-піщаних. Входить до складу сильно розріджених піонерних угруповань класу SedoScleranthetea і чебрецевих асоціацій, в яких часто панує або співпанує разом із Thymus dimorphus. На стрімких схилах подекуди утворює невеликі майже чисті зарості, як ефективно запобігають зсуву ґрунту.
Розмножується насінням. Квітне у червні-серпні, запилюється комахами. Плодоносить у серпні-жовтні. Генеративні органи цієї рослини нерідко уражуються комахами-шкідниками.

## Поширення
Ареал ранника донецького доволі невеликий і простягається від Приазовської височини на заході до понизь Дону на сході. В межах України цей вид поширений лише на теренах Луганської та Донецької областей, таким чином ця рослина належить до вузьких ендеміків. Українські популяції розташовані на сланцевих осипищах Донецького кряжа, по долинам річок Кальміус та Кринка.
За межами України ранник донецький можна віднайти лише у Білокалитвинському, Кам'янському, Красносулінському та Куйбишевському районах Ростовської області (Росія).
Крім того, цю рослину знайдено на околицях Таганрогу.

## Значення і статус виду
Популяції по всьому ареалу нечисленні. Їх щільність і площа коливаються від 10-20 особин на 15-20 м² до 300—450 особин на 300—2000 м² і в середньому становлять 0,2-2 особини на 1 м². У віковому спектрі переважають генеративні особини, натомість молоді рослини дуже нечисленні. Ранник донецький вважається уразливим через вузьку еколого-ценотичну амплітуду, просторову відокремленість популяцій, порушення природного середовища. В останньому випадку найнесприятливіший вплив здійснюють видобуток каміння, весняні пали, випасання худоби, на окремих ділянках — надмірне рекреаційне навантаження.
Системні заходи з охорони виду здійснюються виключно в Україні, де ця рослина охороняється в Луганському природному заповіднику (філія «Провальський степ»), Бердянському заказнику, пам'ятці природи «Кривенький яр», а також вирощується в Донецькому ботанічному саду.